# Podział administracyjny Turkmenistanu
W podziale administracyjnym Turkmenistanu wydzielanych jest 5 wilajetów (turkmeń. welayat, l.mn. welayatlar) i jedno miasto wydzielone Aszchabad na prawach wilajetu.
| lp. | wilajet                       | stolica     | ISO 3166-2 | powierzchnia km² | ludność 2005 |
| --- | ----------------------------- | ----------- | ---------- | ---------------- | ------------ |
| --- | Aszchabad (Aşgabat)           |             | TM-S       | 300              | 871 500      |
| 1   | achalski (Ahal welaýaty)      | Arkadag     | TM-A       | 95 000           | 939 700      |
| 2   | balkański (Balkan welaýaty)   | Balkanabat  | TM-B       | 138 000          | 553 500      |
| 3   | daszoguski (Daşoguz welaýaty) | Daszoguz    | TM-D       | 74 000           | 1 370 400    |
| 4   | lebapski (Lebap welaýaty)     | Türkmenabat | TM-L       | 94 000           | 1 334 500    |
| 5   | maryjski (Mary welaýaty)      | Mary        | TM-M       | 87 000           | 1 480 400    |